# Montgomery megye (Texas)
Montgomery megye az Amerikai Egyesült Államokban, azon belül Texas államban található. Megyeszékhelye és legnagyobb városa Conroe. Lakosainak száma 620 443 fő (2020. április 1.). Montgomery megye Walker, San Jacinto, Liberty, Harris, Waller és Grimes megyékkel határos.

## Népesség
A megye népességének változása:
| Lakosok száma | 459 298 | 471 748 | 484 790 | 499 137 | 537 559 | 620 443 |
|               | 2010    | 2011    | 2012    | 2013    | 2015    | 2020    |